# Törten

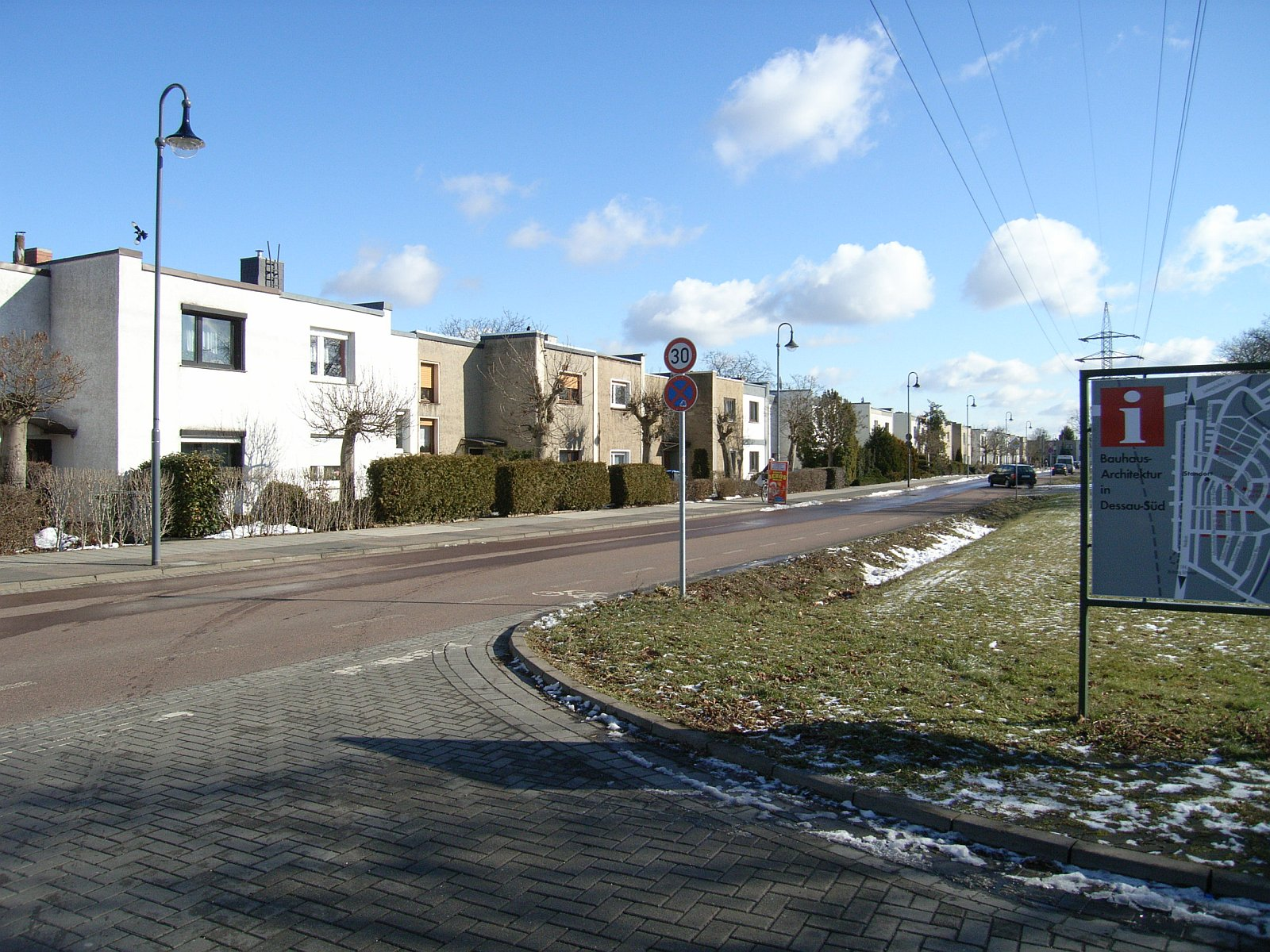
Osiedle Gropiusa w Törten

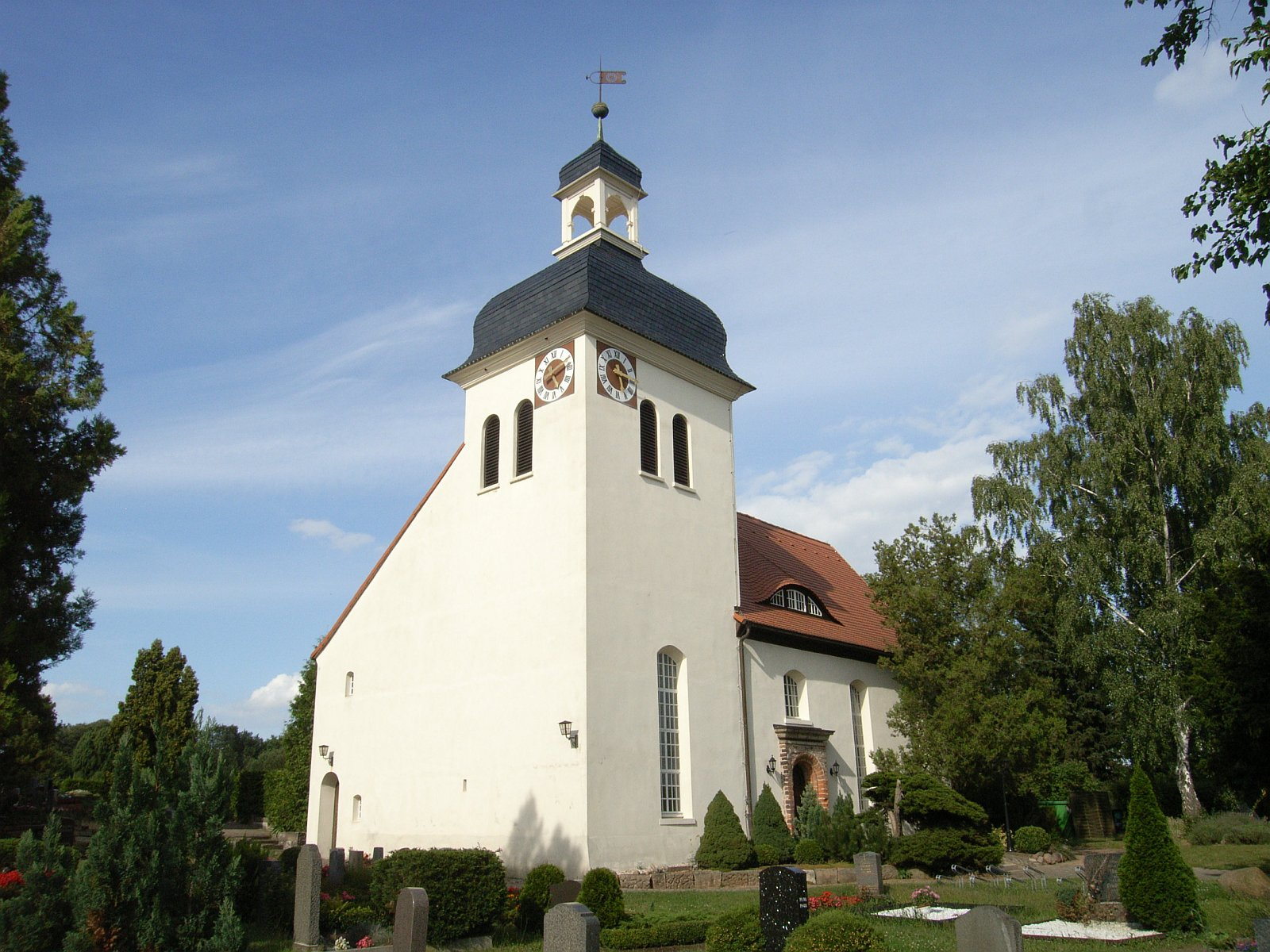
Kościół św. Piotra w Törten

Törten – dzielnica niemieckiego miasta Dessau-Roßlau, na terenie kraju związkowego Saksonia-Anhalt, zamieszkała przez około 2500 mieszkańców. Leży nad rzeką Muldą, na południowym wschodzie Dessau. Sławę zyskało dzięki wybudowanemu tam klasycznemu wczesnomodernistycznemu osiedlu mieszkaniowemu Waltera Gropiusa.

## Gropiussiedlung
W latach 1926 – 1928 na terenie Törten powstało wczesnomodernistyczne osiedle, zaprojektowane przez Waltera Gropiusa, ściśle według zasad Bauhausu. Osiedle składa się z domów wielorodzinnych i szeregowych w liczbie 314. Zbudowano je dla robotników zakładów zlokalizowanych w Dessau i okolicach. Powierzchnia mieszkań wahała się w granicach 57 – 75 m². Dom na osiedlu objął także Carl Fieger – jeden z architektów Bauhausu.

## Inne budowle
Oprócz zabudowań Gropiusa na terenie dzielnicy znajdują się:
- kościół ewangelicki św. Piotra (pierwotnie z XIII w., zniszczony podczas II wojny światowej, odbudowany w 1953)
- neogotycka kaplica cmentarna
- dawny, prosty stylowo, ratusz
- pomnik poległych w I wojnie światowej.